# Aygül Özkanová
Aygül Özkanová (* 27. srpna 1971 v Hamburku) je německá politička za CDU a členka městské rady města Hamburk. Dne 19. 4. 2010 oznámil předseda zemské vlády Dolního Saska Christian Wulff (CDU), že Aygül Özkanová převezme úřad ministryně sociálních věcí, žen, rodiny, zdraví a integrace v jeho vládě. Stala se tak první ministryní imigrantského původu v Německu.
Rodiče Aygül Özkanové přišli do Německa v 60. letech z Turecka. Studovala práva na Univerzitě v Hamburku. Se svým manželem má syna.